# روژانزبرگ
شهر روژانزبرگ  در بخش دلزدورف در ایالت زوریخ در کشور سوئیس واقع شده‌است که ۴۰۰ نفر جمعیت دارد.